# Reprezentacja Polski w socca
Reprezentacja Polski w socca – zespół piłkarski, reprezentujący Rzeczpospolitą Polską w meczach i sportowych imprezach międzynarodowych, powoływany przez selekcjonera, w którym mogą występować wyłącznie zawodnicy posiadający obywatelstwo polskie. Za jego funkcjonowanie odpowiedzialna jest Federacja Playarena.

## Historia
Pierwszą selekcję do reprezentacji Polski w minifutbolu przeprowadzono na Mistrzostwach Polski Playarena w roku 2012. Reprezentacja nie miała wówczas selekcjonera, sztabu szkoleniowego, ani skautingu. Rolę skautów pełnili Ambasadorowie Playarena. To właśnie na podstawie ich obserwacji wyłoniono zespół, który rozegrał debiutanckie spotkanie reprezentacji Polski w piłce nożnej 6-osobowej.
Pierwszym, historycznym rywalem polskiej kadry byli ówcześni wicemistrzowie Europy – Czesi. Podopieczni Radka Pokornego nie dali szans polskiej drużynie, która odbyła ze sobą zaledwie jeden trening. Trenerem reprezentacji Polski był wówczas Łukasz Zając, ze szkółki juniorskiej Forza Wrocław, a wsparciem merytorycznym służył Rafał Ulatowski.
Na swoje kolejne występy kadra czekać musiała ponad rok. Projekt nabrał rozpędu – zdecydowanie bardziej uważnie obserwowano wyróżniających się zawodników, zaawansowane stały się również poszukiwania selekcjonera. Podczas Mistrzostw Polski Playarena w Warszawie wyłoniono 15-osobową kadrę przed debiutanckim turniejem Mistrzostw Europy EMF w Grecji, a swoim doświadczeniem przysłużyli się drużynie Stefan Majewski, Radosław Gilewicz, Marek Citko i Tomasz Smokowski, którzy mieli decydujący głos przy powołaniach. Niedługo przed miniEURO w Rethymno przedstawiono nowego selekcjonera reprezentacji Polski w piłce nożnej 6-osobowej – Klaudiusza Hirscha. Na Mistrzostwach Europy, Polacy dotarli aż do ćwierćfinału, jedyne mecze przegrywając z późniejszymi mistrzami i wicemistrzami Europy – Rumunią oraz Chorwacją. Podopieczni trenera Hirscha zostali ostatecznie sklasyfikowani na szóstej pozycji.
Sukces na turnieju w Grecji dał podwaliny pod dalszą pracę zespołu. Co prawda na kolejnych dwóch turniejach – w Czarnogórze i Chorwacji – trzon drużyny stanowili wciąż weterani z Krety, jednak od tego momentu rozpoczął się autorski projekt selekcjonera, który w gotowym już zespole zaczął wymieniać poszczególne elementy, dopasowując zawodników do swojej wizji gry.
Występ Polaków na hali w Herceg Novi zakończył się jednak rozczarowaniem. Po wygraniu rywalizacji w fazie grupowej, biało-czerwoni ponownie trafili na starych znajomych – Kazachów. Ich rewanż za porażkę w Grecji był pokazem dyscypliny – zdeterminowani i świetnie zorganizowani rywale znakomicie się bronili i bezlitośnie punktowali błędy Polaków, eliminując nas z dalszych zmagań.
Kolejny rok, kolejne Mistrzostwa Europy. Turniej we Vrsarze zakończyliśmy sklasyfikowani na siódmym miejscu, choć na kilka minut przed końcem ćwierćfinału z Bośnią Polacy prowadzili 2:0, fetując niesamowitego gola zdobytego przez bramkarza Norberta Jendruczka z własnego pola karnego. W końcówce rywale wyrównali, a następnie okazali się silniejsi psychicznie w serii rzutów karnych.
2016 rok przyniósł kolejny skok w jakości przygotowań do Mistrzostw Europy. Najważniejszą zmianą była organizacja selekcyjnych sesji treningowych w dziesięciu miastach w całej Polsce, które obok Mistrzostw Polski były kluczowe dla wyboru nowych zawodników kadry. Drugim ważnym wydarzeniem był mecz towarzyski z Niemcami w Warszawie.
Lata 2016 oraz 2017 to także występy w turniejach Mistrzostw Europy, zakończone na 1/8 finału podczas czempionatu na Węgrzech oraz w ćwierćfinale, rok później, w Czechach. Podczas ostatniego z tych turniejów Polacy ponownie odpadli w rzutach karnych, przegrywając w ten sposób z reprezentacją Węgier.
W 2018 roku reprezentacja osiągnęła największy, jak do tej pory, sukces zdobywając tytuł wicemistrzów świata podczas Mundialu rozgrywanego w Lizbonie. Sukces ten zespół Klaudiusza Hirscha powtórzył rok później podczas Mundialu na Krecie, gdzie dodatkowo najlepszy strzelec zespołu, Bartłomiej Dębicki, został królem strzelców greckiego turnieju.
8 czerwca 2025 Polacy zostali mistrzami Europy. W wielkim finale pokonali 4:2 Francuzów w Kiszyniowie w Mołdawii. 

## Selekcjonerzy
Lista selekcjonerów reprezentacji Polski w minifutbolu.
| Imię i nazwisko  | Lata pracy |
| ---------------- | ---------- |
| Łukasz Zając     | 2012–2013  |
| Klaudiusz Hirsch | 2013–      |

## Rozgrywki międzynarodowe
Lista występów reprezentacji Polski w minifutbolu na imprezach rangi mistrzowskiej.

### Mistrzostwa Europy
| Gospodarz – Rok | Wynik             | M | Z | R | P | BZ | BS |
| --------------- | ----------------- | - | - | - | - | -- | -- |
| Mołdawia – 2023 | Nie brała udziału |   |   |   |   |    |    |
| Mołdawia – 2024 | Nie brała udziału |   |   |   |   |    |    |
| Mołdawia – 2025 | 1. miejsce        | 7 | 6 | 1 | 0 | 20 | 10 |
| Razem           | 1 z 3 turniejów   | 7 | 6 | 1 | 0 | 20 | 10 |

### Mistrzostwa Świata
| Gospodarz – Rok   | Wynik           | M  | Z  | R | P | BZ  | BS |
| ----------------- | --------------- | -- | -- | - | - | --- | -- |
| Portugalia – 2018 | 2. miejsce      | 7  | 6  | 0 | 1 | 19  | 6  |
| Grecja – 2019     | 2. miejsce      | 8  | 6  | 1 | 1 | 32  | 10 |
| Węgry – 2022      | 3. miejsce      | 8  | 7  | 0 | 1 | 28  | 7  |
| Niemcy – 2023     | 1/8 finału      | 5  | 4  | 0 | 1 | 18  | 4  |
| Oman – 2024       | 1/8 finału      | 6  | 5  | 0 | 1 | 26  | 6  |
| Razem             | 5 z 5 turniejów | 34 | 28 | 1 | 5 | 123 | 33 |

## Historyczne mecze
Debiut
- Český Dub (Czechy) – 14 września 2012  Czechy 4−0 Polska  (towarzyski)
  - Skład Polski: Paweł Łopaciński – Jakub Józefiak, Kamil Fryszka, Marcin Antczak – Bartosz Werbski, Michał Rosiak. W meczu wystąpili także Łukasz Dobroch, Łukasz Banasiak, Paweł Maciaszek oraz Maciej Horna.

Najwyższe zwycięstwo reprezentacji Polski
- Budapeszt (Węgry) – 14 września 2022  Polska 8−0 Kostaryka  (MŚ)

Najwyższa porażka reprezentacji Polski
- Český Dub (Czechy) – 14 września 2012  Czechy 4−0 Polska  (towarzyski)

Pierwsze zwycięstwo
- Retimno (Grecja) – 12 października 2013  Słowenia 1−4 Polska  (ME)

Pierwszy mecz na mistrzostwach Świata
- Lizbona (Portugalia) – 24 września 2018  Słowenia 1−4 Polska  (MŚ)

Wygranie Mistrzostw Europy 2025
- Kiszyniów ( Mołdawia) – 08 czerwca 2025    Polska 4−2  Francja

## Aktualny skład
Skład na Eupo Cup 2025
| Numer                           | Zawodnik               | Klub                       |
| Bramkarze                       | Bramkarze              | Bramkarze                  |
| ------------------------------- | ---------------------- | -------------------------- |
| 1                               | Paweł Grzywa           | Tiki-Taka Chorzów          |
| 98                              | Krystian Stanecki      | BJM Kraków                 |
| Zawodnicy z pola                |                        |                            |
| 4                               | Krystian Nowakowski    | EXC Mobile Ochota Warszawa |
| 5                               | Miłosz Nowakowski      | Lakoksy CF Góra Kalwaria   |
| 6                               | Błażej Telichowski     | Lech Poznań                |
| 7                               | Bartłomiej Dębicki (C) | Bartist Toruń              |
| 8                               | Karol Bienias          | EXC Mobile Ochota Warszawa |
| 10                              | Norbert Jaszcak        | BJM Kraków                 |
| 11                              | Bartłomiej Piórkowski  | MAS-BUD Stawiguda          |
| 17                              | Krzysztof Elsner       | Bartist Toruń              |
| 20                              | Dawid Linca            | BJM Kraków                 |
| 21                              | Jakub Hat              | AS Sosnowiec               |
| 22                              | Radosław Lepski        | Warriors Coventry          |
| 27                              | Kamil Kucharski        | Bartist Toruń              |
| Selekcjoner: : Klaudiusz Hirsch |                        |                            |

## Bilans meczów z innymi reprezentacjami
- Stan na 26 października 2022

| Rywale               | Zwycięstwa | Remisy | Porażki | Razem |
| -------------------- | ---------- | ------ | ------- | ----- |
| Austria              | 1          | 0      | 0       | 1     |
| Belgia               | 1          | 0      | 0       | 1     |
| Bośnia i Hercegowina | 0          | 1      | 0       | 1     |
| Bułgaria             | 3          | 1      | 0       | 4     |
| Chorwacja            | 1          | 1      | 1       | 3     |
| Cypr                 | 1          | 0      | 0       | 1     |
| Czarnogóra           | 1          | 0      | 1       | 2     |
| Czechy               | 0          | 0      | 2       | 2     |
| Anglia               | 2          | 0      | 0       | 2     |
| Estonia              | 1          | 0      | 0       | 1     |
| Francja              | 1          | 0      | 0       | 1     |
| Kazachstan           | 1          | 0      | 2       | 3     |
| Kostaryka            | 1          | 0      | 0       | 1     |
| Litwa                | 2          | 0      | 0       | 2     |
| Maroko               | 2          | 0      | 0       | 2     |
| Meksyk               | 1          | 0      | 0       | 1     |
| Mołdawia             | 1          | 0      | 0       | 1     |
| Niemcy               | 2          | 1      | 2       | 5     |
| Oman                 | 1          | 0      | 0       | 1     |
| Portugalia           | 1          | 0      | 0       | 1     |
| Rumunia              | 0          | 0      | 1       | 1     |
| Rosja                | 0          | 0      | 2       | 2     |
| Słowacja             | 0          | 1      | 0       | 1     |
| Słowenia             | 3          | 0      | 0       | 3     |
| Tunezja              | 1          | 0      | 0       | 1     |
| Ukraina              | 1          | 0      | 0       | 1     |
| Walia                | 1          | 1      | 0       | 2     |
| Węgry                | 0          | 1      | 0       | 1     |
| Włochy               | 1          | 0      | 0       | 1     |